# Wyndham Hotels & Resorts
Wyndham Hotels & Resorts est un groupe hôtelier américain fondé en 1981, anciennement détenu par la firme Wyndham Destinations. En décembre 2019, la compagnie a 831 025 chambres dans 9 280 hôtels en Amérique, Europe, Afrique et Asie.

## Historique
Wyndham Hotels a été fondée en 1981 à Dallas, Texas, par Trammell Crow, l'ancien président de la Trammell Crow Company (en) (TCC), une société d'investissement et de gestion de biens immobiliers.
En 2005, le groupe Cendant (en) rachete les droits de Wyndham Hotels & Resorts.

## Marques
En 2019, Wyndham Hotels & Resorts possède les marques suivantes :

### Gamme économique
- Super 8
- Days Inn
- Travelodge
- Microtel
- Howard Johnson

### Milieu de gamme
- La Quinta
- Ramada
- Baymont
- AmericInn
- Wingate
- Wyndham Garden
- Ramada Encore

### Haut de gamme
- Dolce
- Wyndham
- Wyndham Grand

En plus des deux catégories Lifestyle et Extended Stay :

### Lifestyle
- Trademark
- TRYP
- Dazzler
- Esplendor

### Extended Stay
- Hawthorn